# Названия дней недели
Названия дней недели — из римской культуры, связаны с названиями семи небесных тел халдейского ряда. Первым днём считались воскресенье или понедельник, в зависимости от культурных или религиозных причин.

## Связь названий дней недели с планетами

### История

Гептаграмма дней недели

Порядок дней недели можно получить «геометрически» по острой гептаграмме в виде семиконечной звезды размера {7/3} (поскольку 7 — число дней недели, а 3 — остаток от деления числа часов в сутках на 7). Светила расположены в точках гептаграммы в том порядке, который установлен со времён Птолемея и стоиков. Проходя по маршрутной линии от одной планеты к другой, можно получить порядок дней недели.
Эта гептаграмма дней недели, возможно, существует с эпохи эллинизма. Как написано в энциклопедии Symbol: «Гептаграмма была создана именно с принятием и широким распространением семидневной недели в эллинистическом мире смешанных культур».
Между I и III столетиями Римская империя постепенно заменяет восьмидневный римский базарный цикл на семидневную неделю. Объяснение астрологического порядка дней недели дали Веттий Валента и Дион Кассий (Джеффри Чосер дал аналогичное объяснение в своём Трактате об астролябии). По данным этих авторов, принятый порядок является одним из принципов астрологии. Согласно ему, небесные тела последовательно друг за другом главенствуют в течение одного часа, и так продолжается круглые сутки. По системе Птолемея небесные тела расположены в следующем порядке (по убыванию расстояния от Земли): Сатурн, Юпитер, Марс, Солнце, Венера, Меркурий, Луна. Этот порядок впервые был установлен ещё греческими стоиками.
В астрологии не только дни недели, но и каждый час суток управляются семью светилами. Если первый час суток управляется Сатурном (), то второй час управляется Юпитером (), третий — Марсом (), далее Солнцем (), Венерой (), Меркурием () и Луной (). Эта последовательность планет повторяется каждые семь часов. Следовательно, двадцать пятый час, или первый час следующего дня, управляется Солнцем, а сорок девятый час, или первый час после следующего дня, управляется Луной. Таким образом, если день помечать планетой, которая управляет первым часом, то за днём Сатурна следует день Солнца, затем следует день Луны, и так далее, как показано ниже.
Согласно Веттию Валенте, первый час дня начинается на закате солнца, что следует из греческой и вавилонской договорённостей. Он также утверждал, что светлые и тёмные времена суток управляются небесными телами в первый час каждого этого периода суток. Это подтверждает граффити из Помпеи, на котором отмечена дата 6 февраля 60 г. как воскресенье, хотя по современным расчётам этот день является средой. Таким образом, в этой надписи использована та самая договорённость именования Валенты о дневном времени. При этом ночные именования по Валенте согласуется с современными астрологическими расчётами, по которым имена дней недели определяются управителем первого часа светлого времени суток, и действуют эти имена на следующий день.
Эти две перекрывающиеся недели продолжали применяться христианами Александрии и в IV веке, но в обеих из них дни недели просто нумеровались от 1 до 7. Хотя имена богов не использовались, но неделя, начинающаяся со среды, именовалась по-гречески тон феон (день богов). Это наименование использовал, например, в конце IV века составитель пасхалий епископ Афанасий. В таблице пасхалий на 311—369 гг. использовалась эфиопская редакция. Перекрывающиеся недели до сих пор по-прежнему используются в эфиопских пасхалиях. Каждый день недели, начинающейся в воскресенье, называется «День Иоанна», а каждый день недели, начинающейся в среду, называется «тентион», то есть простая транскрипция греческого тон феон.
| Час:   | 1        | 2        | 3        | 4        | 5        | 6        | 7        | 8        | 9        | 10       | 11       | 12       | 13       | 14       | 15       | 16       | 17       | 18       | 19       | 20       | 21       | 22       | 23       | 24       | Звёздный объект → День |
| ------ | -------- | -------- | -------- | -------- | -------- | -------- | -------- | -------- | -------- | -------- | -------- | -------- | -------- | -------- | -------- | -------- | -------- | -------- | -------- | -------- | -------- | -------- | -------- | -------- | ---------------------- |
| День 1 | Сатурн   | Юпитер   | Марс     | Солнце   | Венера   | Меркурий | Луна     | Сатурн   | Юпитер   | Марс     | Солнце   | Венера   | Меркурий | Луна     | Сатурн   | Юпитер   | Марс     | Солнце   | Венера   | Меркурий | Луна     | Сатурн   | Юпитер   | Марс     | Сатурн → Суббота       |
| День 2 | Солнце   | Венера   | Меркурий | Луна     | Сатурн   | Юпитер   | Марс     | Солнце   | Венера   | Меркурий | Луна     | Сатурн   | Юпитер   | Марс     | Солнце   | Венера   | Меркурий | Луна     | Сатурн   | Юпитер   | Марс     | Солнце   | Венера   | Меркурий | Солнце → Воскресенье   |
| День 3 | Луна     | Сатурн   | Юпитер   | Марс     | Солнце   | Венера   | Меркурий | Луна     | Сатурн   | Юпитер   | Марс     | Солнце   | Венера   | Меркурий | Луна     | Сатурн   | Юпитер   | Марс     | Солнце   | Венера   | Меркурий | Луна     | Сатурн   | Юпитер   | Луна → Понедельник     |
| День 4 | Марс     | Солнце   | Венера   | Меркурий | Луна     | Сатурн   | Юпитер   | Марс     | Солнце   | Венера   | Меркурий | Луна     | Сатурн   | Юпитер   | Марс     | Солнце   | Венера   | Меркурий | Луна     | Сатурн   | Юпитер   | Марс     | Солнце   | Венера   | Марс → Вторник         |
| День 5 | Меркурий | Луна     | Сатурн   | Юпитер   | Марс     | Солнце   | Венера   | Меркурий | Луна     | Сатурн   | Юпитер   | Марс     | Солнце   | Венера   | Меркурий | Луна     | Сатурн   | Юпитер   | Марс     | Солнце   | Венера   | Меркурий | Луна     | Сатурн   | Меркурий → Среда       |
| День 6 | Юпитер   | Марс     | Солнце   | Венера   | Меркурий | Луна     | Сатурн   | Юпитер   | Марс     | Солнце   | Венера   | Меркурий | Луна     | Сатурн   | Юпитер   | Марс     | Солнце   | Венера   | Меркурий | Луна     | Сатурн   | Юпитер   | Марс     | Солнце   | Юпитер → Четверг       |
| День 7 | Венера   | Меркурий | Луна     | Сатурн   | Юпитер   | Марс     | Солнце   | Венера   | Меркурий | Луна     | Сатурн   | Юпитер   | Марс     | Солнце   | Венера   | Меркурий | Луна     | Сатурн   | Юпитер   | Марс     | Солнце   | Венера   | Меркурий | Луна     | Венера → Пятница       |

### Греко-римская традиция
Самое раннее свидетельство семидневной недели, связанной с небесными светилами, известно по астрологу Веттию Валенту, написавшем о ней около 170 г. в своём труде Anthologiarum. Порядок у него был такой: Гелиос, Селена, Арес, Гермес, Зевс, Афродита и Кронос. Сходство Кроноса с Хроносом было отмечено ещё Птолемеем. Из Греции планетарные имена дней недели пришли к римлянам, а с латынью попали в другие языки южной и западной Европы. Позже они перешли также в другие языки, находящиеся под их влиянием.
| День: (см. Сноски) | понедельник Луна             | вторник Марс             | среда Меркурий                | четверг Юпитер              | пятница Венера                   | суббота Сатурн             | воскресенье 'Сол'             |
| ------------------ | ---------------------------- | ------------------------ | ----------------------------- | --------------------------- | -------------------------------- | -------------------------- | ----------------------------- |
| Древнегреческий    | ημέρα Σελήνης хемера Селенес | ημέρα Άρεως хемера Ареос | ημέρα Ερμου хемера Хермоу     | ημέρα Διός хемера Диос      | ημέρα Αφροδίτης хемера Афродитес | ημέρα Κρόνου хемера Кроноу | ημέρα Ηλίου хемера Хелиоу     |
| Латынь             | Dies Lunae                   | Dies Martis              | Dies Mercurĭi                 | Dies Jovis                  | Dies Venĕris                     | Dies Saturni               | Dies Solis                    |
| Итальянский        | lunedì                       | martedì                  | mercoledì                     | giovedì                     | venerdì                          | sabato [♄1]                | domenica [☉1]                 |
| Испанский          | lunes                        | martes                   | miércoles                     | jueves                      | viernes                          | sábado [♄1]                | domingo [☉1]                  |
| Румынский          | luni                         | marți                    | miercuri                      | joi                         | vineri                           | sâmbătă [♄1]               | duminică [☉1]                 |
| Французский        | lundi                        | mardi                    | mercredi                      | jeudi                       | vendredi                         | samedi [♄1]                | dimanche [☉1]                 |
| Галисийский        | luns                         | martes                   | mércores                      | xoves                       | venres                           | sábado [♄1]                | domingo [☉1]                  |
| Каталанский        | dilluns                      | dimarts                  | dimecres                      | dijous                      | divendres                        | dissabte [♄1]              | diumenge [☉1]                 |
| Фриульский         | lunis                        | martars                  | miercus                       | joibe                       | vinars                           | sabide [♄1]                | domenie [☉1]                  |
| Интерлингва        | lunedi                       | martedi                  | mercuridi                     | jovedi                      | venerdi                          | sabbato [♄1]               | dominica [☉1]                 |
| Идо                | lundio                       | mardio                   | merkurdio                     | jovdio                      | venerdio                         | saturdio [♄1]              | sundio                        |
| Эсперанто          | lundo                        | mardo                    | merkredo                      | ĵaŭdo                       | vendredo                         | sabato [♄1]                | dimanĉo [☉1]                  |
| Уропи              | Lundia                       | Mardia                   | Mididia                       | Zusdia                      | Wendia                           | Sabadia [♄1]               | Soldia                        |
| Ирландский         | An Luan Dé Luain             | An Mháirt Dé Máirt       | An Chéadaoin [☿2] Dé Céadaoin | An Déardaoin [♃1] Déardaoin | An Aoine [♀1] Dé hAoine          | An Satharn Dé Sathairn     | An Domhnach [☉1] Dé Domhnaigh |
| Гэльский           | Di-Luain                     | Di-Màirt                 | Di-Ciadain [☿2]               | Di-Ardaoin [♃1]             | Di-Haoine [♀1]                   | Di-Sàthairne               | Di-Dòmhnaich [☉1]             |
| Валлийский         | dydd Llun                    | dydd Mawrth              | dydd Mercher                  | dydd Iau                    | dydd Gwener                      | dydd Sadwrn                | dydd Sul                      |
| Корнский           | Dy Lun                       | Dy Meurth                | Dy Mergher                    | Dy Yow                      | Dy Gwener                        | Dy Sadorn                  | Dy Sul                        |
| Бретонский         | Di’lun                       | Di’meurzh                | Di’merc’her                   | Di’riaou                    | Di’gwener                        | Di’sadorn                  | Di’sul                        |
| Мэнский            | Jelune                       | Jemayrt                  | Jecrean                       | Jerdrein                    | Jeheiney                         | Jesarn                     | Jedoonee [☉1]                 |
| Албанский          | e hënë                       | e martë                  | e mërkurë                     | e enjte                     | e premte                         | e shtunë                   | e diel                        |
| Тагальский         | Lunes                        | Martes                   | Miyerkules                    | Huwebes                     | Biyernes                         | Sabado [♄1]                | Linggo [☉1]                   |

### Германские боги

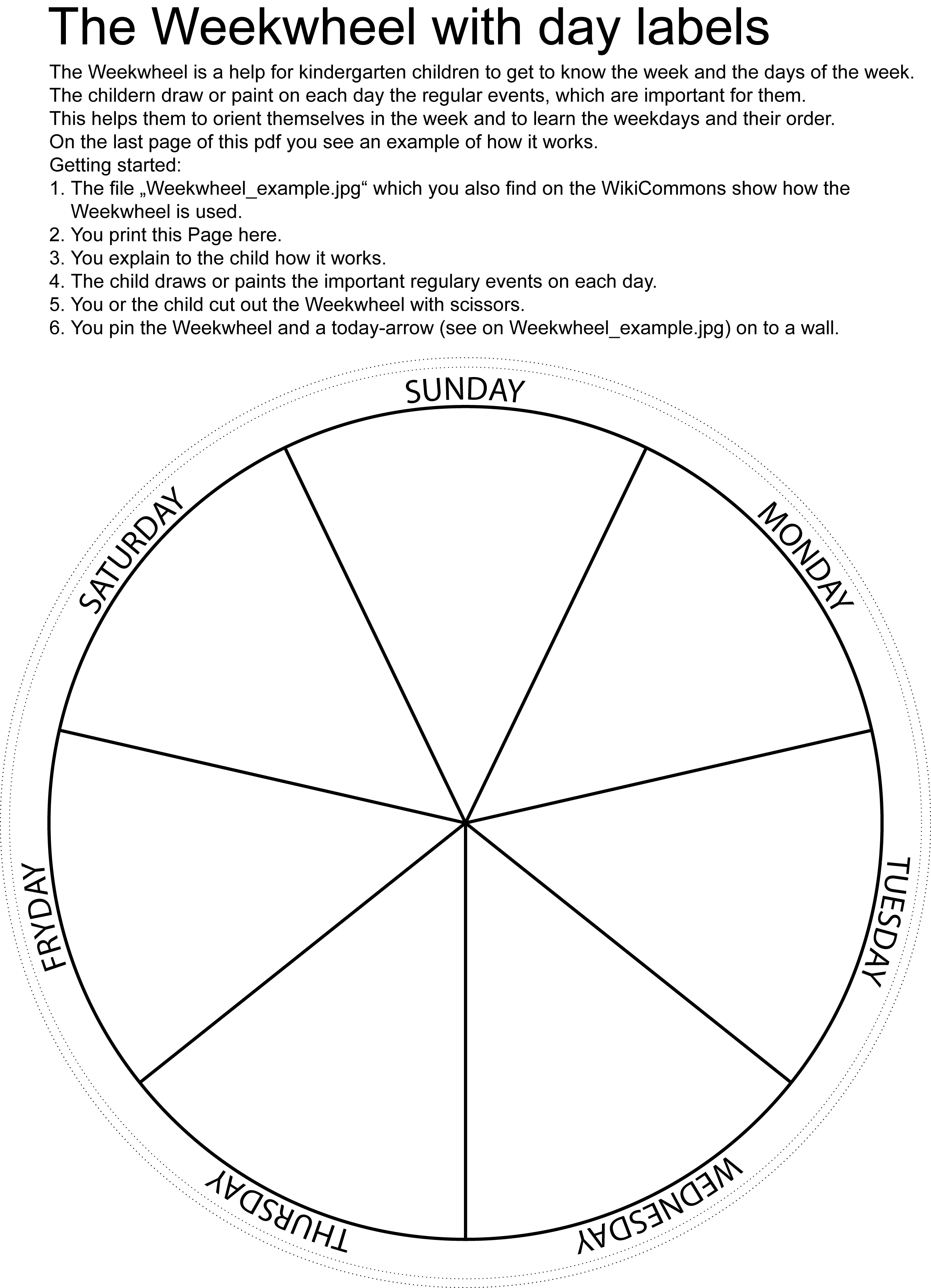
Колесо недели для детей

Древние германцы адаптировали систему, внедрённую римлянами, но приукрасили её своими богами вместо римских согласно так называемому соответствию римских и греческих богов. Боги, которым они поклонялись, были довольно многочисленны, однако те, от которых получили названия дни недели, были главными объектами их культа:
- Воскресенье (Соль или Сунна): Древнеанглийское Sunnandæg (произносится [sun.nan.dæg] или [sun.nan.dæj) означает «день Солнца», названного в честь богини солнца. Соль или Сунна в скандинавской мифологии персонификация Солнца. Сестра Мани (месяца). Она освещает мир магическими искрами, вылетающими из Муспельхейма. Согласно пророчеству, она будет проглочена преследующим её волком Сколем (Скёлем) в день Рагнарока. Английский, подобно большинству германских языков, сохраняет оригинальные языческие солнечные ассоциации этого дня. Отсюда и происходит современное Sunday[2]. Во многих других европейских языках, включая романские языки, это название изменилось на эквивалентное «день Господа» (основанное на церковной латинской фразе Dies Dominica). Для сравнения: в испанском и португальском Domingo, во французском Dimanche, в румынском Duminică, и в итальянском Domenica. В современном английском используются такие выражения, связанные с этим днём: Sunday’s child — дитя, родившееся в воскресенье или в переносном значении — человек, которому везёт; When two Sundays come/meet together — «когда воскресенья пересекутся», то есть «никогда»; Sunday face — двуличный человек или человек, который лицемерит.
- Понедельник (Мани): Древнеанглийское Mōnandæg (произносится [mon.nan.dæg] или [mon.nan.dæj') означает «день Луны». В северогерманской мифологии луна персонифицируется как богиня Мани. Эта богиня изображалась одетой в короткое платье с капюшоном, у которого были длинные уши. Она считалась следующей по старшинству и почиталась во второй день недели, называвшийся «Мун’з дег». Отсюда современное Monday[2]. В современном английском используются следующие выражения, связанные с этим днём: Black Monday — первый понедельник после отпуска или каникул; Fat Monday — понедельник перед Великим постом; Monday feeling — после воскресенья нежелание приступать к работе.
- Вторник (Тюр): Древнеанглийское Tiwesdæg (произносится [ti.wes.dæg] или [ti.wes.dæj] означает «день Тьюско». Тьюско вначале почитался как отец и первый представитель тевтонской расы, однако затем ему стали поклоняться как сыну Земли. На изображениях это — почтенный мудрец со скипетром в правой руке, одетый в шкуру животного. У саксонцев ему был посвящён третий день недели, называвшийся вначале «Тьюско’з дег», что в современном английском языке трансформировалось в Tuesday[2].
- Среда (Один): Древнеанглийское Wōdnesdæg (произносится [woːd.nes.dæg] или [woːd.nes.dæj) означает «день Вотана», (позже известного среди германских народов как Один), а также известного бога англосаксов (и других германских народов) в Англии примерно до седьмого века. Вотан или Один, был высшим божеством у северных наций. Этот герой по преданиям прибыл откуда-то с востока, но неизвестно, из какой страны и когда точно. Его подвиги составляют большую часть мифологических сказаний древних народов и преувеличены настолько, что находятся за пределами вероятного. Он изображается высоким, худым стариком в чёрном плаще. Этот персонаж прославился изобретением рунического алфавита, что проводит прямую параллель с богом-покровителем письменной и устной речи — Меркурием. По легенде Воден ради знаний пожертвовал одним глазом. В честь этого божества называли четвёртый день недели, называвшийся «Воуден’з дег», что в современном произношении Wednesday[2]. В славянских Среда, Середа и т. д., а также немецком Mittwoch и финском Keskeviikko заложена идея середины недели. В современном английском используется следующее выражение, связанное с этим днём: Holy Wednesday, Spy Wednesday — Святая Неделя.
- Четверг (Тор): Древнеанглийское Þūnresdæg (произносится [θuːn.res.dæg] или [θuːn.res.dæj]) означает «день Тунора». Тунор в современном английском языке более известен как Тор, бог грома в германском язычестве. Тор — старший и самый храбрый сын Одина и Фригги. У саксонцев и у датчан он почитался больше всех после его родителей. Он изображался сидящим на троне с золотой короной на голове, украшенной кольцом из двенадцати блестящих звёзд, и со скипетром в правой руке. Ему посвящён пятый день недели, под названием «Тор’з дег», в современном английском Thursday[2]. В современном английском используется следующее выражение, связанное с этим днём: Holy Thursday — Великий Четверг.
- Пятница (Фрейя): Древнеанглийское Frigedæg (произносится [fri.je.dæg] или [fri.je.dæj]) означает «день Фригги» или Фрейи. Фригга или Фрейя, жена Одина, почитавшаяся более всех после него у саксонских, датских и других язычников севера. Фригга изображалась с мечом в правой руке и луком в левой. В самые древние времена она именовалась также Гертой и считалась богиней Земли. Ей был посвящён шестой день недели, называвшийся у саксонцев «Фрига’з дег», что соответствует современному Friday[2]. Скандинавское название планеты Венера было Friggjarstjarna или «звезда Фригги». Для сравнения: во французском Vendredi, в испанском Viernes, в румынском Vineri и в итальянском Venerdì. В современном английском используются такие выражения, связанные с этим днём: Man Friday — преданный слуга; Girl Friday — юная девушка, прислуживающая кому-то; Friday face — перекошенная мина, «кислое» выражения лица.
- Суббота (Сатурн): Англосаксонское Sæturnesdæg (произносится [sæ.tur.nes.dæg] или [sæ.tur.nes.dæj]). Единственный день недели, в котором латинское имя божества не было переведено на германский. Скандинавское слово Lørdag/Lördag значительно отличается от англосаксонского варианта, оно происходит от древнескандинавского слова laugardagr, буквальное означающее — «день стирки». Англичане заменили его на Saturday (суббота), и, по некоторым источникам, это название произошло не от Сатурна, но от Sataere (притаившийся вор) — имя тевтонского бога сельского хозяйства, которого считали одним из перевоплощением бога Локи. Немецкое Sonnabend (в основном используется в северной и восточной Германии) и нижненемецкое Sünnavend слова означают «канун воскресенья», а немецкое слово Samstag (в основном используется в южной и западной Германии) происходит от названия Шаббата.

| День: (см. Сноски)   | Воскресенье Соль | Понедельник Мани | Вторник Тюр   | Среда Один             | Четверг Тор | Пятница Фрейя | Суббота Сатурн/Ситер        |
| -------------------- | ---------------- | ---------------- | ------------- | ---------------------- | ----------- | ------------- | --------------------------- |
| Древнеанглийский     | Sunnandæg        | Mōnandæg         | Tiwesdæg      | Wodnesdæg              | Þunresdæg   | Frigesdæg     | Sæternesdæg                 |
| Английский           | Sunday           | Monday           | Tuesday       | Wednesday              | Thursday    | Friday        | Saturday                    |
| Древневерхненемецкий | Sunnuntag        | Mānetag          | Ziestag       | Wodanstag (Wuotanstag) | Donerestag  | Friatag       | Sambaztag [♄1]              |
| Немецкий             | Sonntag          | Montag           | Dienstag [♂1] | Mittwoch [☿1]          | Donnerstag  | Freitag       | Samstag [♄1] Sonnabend [♄3] |
| Нидерландский        | Zondag           | Maandag          | Dinsdag [♂1]  | Woensdag               | Donderdag   | Vrijdag       | Zaterdag                    |
| Древнеисландский     | Sunnundagr       | Mánandagr        | Tysdagr       | Óðensdagr              | Þorsdagr    | Friádagr      | Laugardagr [♄2]             |
| Фризский             | Snein            | Moandei          | Tiisdei       | Woansdei               | Tongersdei  | Freed         | Sneon[♄3] или Saterdei      |
| Норвежский, Букмол   | Søndag           | Mandag           | Tirsdag       | Onsdag                 | Torsdag     | Fredag        | Lørdag [♄2]                 |
| Норвежский, Нюнорск  | Sundag           | Måndag           | Tysdag        | Onsdag                 | Torsdag     | Fredag        | Laurdag [♄2]                |
| Датский              | Søndag           | Mandag           | Tirsdag       | Onsdag                 | Torsdag     | Fredag        | Lørdag [♄2]                 |
| Шведский             | Söndag           | Måndag           | Tisdag        | Onsdag                 | Torsdag     | Fredag        | Lördag [♄2]                 |
| Финский              | Sunnuntai        | Maanantai        | Tiistai       | Keskiviikko [☿1]       | Torstai     | Perjantai     | Lauantai [♄2]               |
| Эстонский            | Pühapäev [☉2]    | Esmaspäev        | Teisipäev     | Kolmapäev              | neljapäev   | Reede         | Laupäev [♄2]                |

### Народы древнего Закавказья
Народы древнего Закавказья — грузины, а также их субэтносы сваны и мегрелы, — использовали смешанную систему наименований дней недели, где наравне с астрономическими названиями можно встретить имена местных божеств, являвшихся аналогами греко-римских, а также еврейских (Шабат).
| День              | Воскресенье (Солнце)                    | Понедельник (Луна)                            | Вторник (Марс)                                    | Среда (Меркурий)                                  | Четверг (Юпитер)                        | Пятница (Венера)                               | Суббота (Сатурн)                   |
| ----------------- | --------------------------------------- | --------------------------------------------- | ------------------------------------------------- | ------------------------------------------------- | --------------------------------------- | ---------------------------------------------- | ---------------------------------- |
| Менгрельский      | Жашха (ჟაშხა) «День, рождённый Солнцем» | Т’ут’ашха (თუთაშხა) — «день, рождённый Луной» | Т’ахашха (თახაშხა) Т’ахаш (თახაშ)- Бог плодородия | Жумашха (ჟუმაშხა) Жума — бог-покровитель пастухов | Цашха (ცაშხა) Ца — бог неба             | Обишха (ობიშხა) День Звезды (возможно, Венеры) | Сабат’он (საბათონ) — Шабат         |
| Сванский          | Мишладэг' (მიშლადეღ) — Солнце           | Дэшдиш (დეშდიშ) — Луна                        | Т’ахаш (თახაშ) — бог Т’ахаш, покровитель урожая   | Жумаш (ჟუმაშ) — бог — покровитель пастухов        | Цааш (ცააშ) — Небо                      | Вэбиш (ვებიშ) — Звёзды (возможно, Венера)      | Сап’тин (საფტინ)- Шабат            |
| Древне-грузинский | Мзиса (მზისა) — Мзэ — Солнце            | Мтовариса (მთოვარისა) Мтварэ — Луна           | Араис (არაის) Древнегреческий Арес-Марс           | Эрмиса (ერმისა) — день Гермеса                    | Апродитиса (აფროდიტისა) Афродита-Венера | Диосиса (დიოსისა), День Неба                   | Кроносиса (კრონოსისა) День Кроноса |

Во многих источниках путаница — днём Афродиты назван четверг, а днём Неба (Зевса) — пятница.

### Индийская астрология
Греко-римская система планетарных имён была адаптирована астрологией индуизма во II веке н. э. Засвидетельствованные в санскрите «девять астрологических сил» наваграха, семь из которых используются в названиях дней недели, датируются выходом трактата Яванаятака («Говорят греки»), который вышел в 150 г. н. э. и содержал переводы греческих текстов из Александрии, опубликованных в 120 г. н. э.
| День        | Воскресенье Сурья (Солнце)     | Понедельник Сома (Луна)       | Вторник Мангала (Марс) | Среда Будха (Меркурий)                  | Четверг Брихаспати (Юпитер)    | Пятница Шукра (Венера) | Суббота Шани (Сатурн)            |
| ----------- | ------------------------------ | ----------------------------- | ---------------------- | --------------------------------------- | ------------------------------ | ---------------------- | -------------------------------- |
| Балийский   | Редите                         | Кома                          | Анггра                 | Буда                                    | Враспати                       | Сукра                  | Санискара                        |
| Бенгальский | রবিবার Робибар                   | সোমবার Шомбар                   | মঙ্গলবার Монгголбар      | বুধবার Будхбар                            | বৃহস্পতিবার Брихошпотибар          | শুক্রবার Шукробар         | শনিবার Шонибар                     |
| Бирманский  | တနင်္ဂနွေ Танинганвэй (Тананганвэ) | တနင်္လာ Танинла (Танангла)       | အင်္ဂါ Инга (Ангга)       | ဗုဒ္ဓဟူး Боддхаху (ночь=новый день) ရာဟူး Раху | ကြာသာပတေး Кьятхабадэй (Красапатэ)   | သောကြာ Тхауккья (Саукра)   | စနေ Санай (Канэ)                  |
| Гуджарати   | રવિવાર Равивар                   | સોમવાર Сомвар                   | મંગળવાર Мангалвар        | બુધવાર Будхвар                            | ગુરૂવાર Гурувар                   | શુક્રવાર Шакравар         | શનિવાર Шанивар                     |
| Каннада     | ಭಾನುವಾರ Бхану Ваара               | ಸೋಮವಾರ Сома Ваара               | ಮಂಗಳವಾರ Мангала Ваара    | ಬುಧವಾರ Будха Ваара                        | ಗುರುವಾರ Гуру Ваара                | ಶುಕ್ರವಾರ Шукра Ваара      | ಶನಿವಾರ Шани Ваара                  |
| Малаялам    | Ньяйяр                         | Thingal Трингал               | Чоува                  | Будхан                                  | Вьяжа                          | Велли                  | Шени                             |
| Мальдивский | އާދީއްތަ Аадхетттха                | ހޯމަ Хома                       | އަންގާރަ Ангаара           | ބުދަ Будха                                | ބުރާސްފަތި Бураасфатхи              | ހުކުރު Хукуру             | ހޮނިހިރު Хонихуру                    |
| Маратхи     | रविवार Равивар                   | सोमवार Сомавар                  | मंगळवार Мангалавар       | बुधवार Будхавар                           | गुरूवार Гурувар                   | शुक्रवार Шукравар         | शनिवार Шанивар                     |
| Монгольский | адъяа                          | сумъяа                        | ангараг                | буд                                     | бархабадь                      | сугар                  | санчир                           |
| Санскрит    | भानुवासरम् Бхаану                  | इन्दुवासरम् Инду                  | भौमवासरम् Бхаума          | सौम्यवासरम् Саумья                          | गुरूवासरम Гуру                    | भृगुवासरम् Бхргу           | स्थिरवासरम् Стхира                   |
| Тайский     | วันอาทิตย์ Ван атхит              | วันจันทร์ Ван тян                | วันอังคาร Ван ангкхан    | วันพุธ Ван пхут                           | วันพฤหัสบดี Ван пхарыхат          | วันศุกร์ Ван сук          | วันเสาร์ Ван сау                   |
| Тамильский  | ஞாயிற்று கிழமை День ньяйитру         | திங்கட் கிழமை День тхингат         | செவ்வாய்க் கிழமை День севвай  | புதன்க் கிழமை День будхан                    | வியாழக் கிழமை День вьяжа            | வெள்ளிக் கிழமை День велли    | சனிக் கிழமை День шани                |
| Телугу      | ఆదివారం Аади Ваарам               | సోమవారం Сома Ваарам              | మంగళవారం Мангала Ваарам   | బుధవారం Будха Ваарам                       | గురువారం Бестха/Гуру/Лакшми Ваарам | శుక్రవారం Шукра Ваарам     | శనివారం Шани Ваарам                 |
| Урду        | Итваар اتوار                   | Пир پیر[☽4] или Сомвар سوموار | Мангал منگل            | Будх بدھ                                | Джуме-раат جمعراتРаат = канун  | Джума جمعہ[♀4]         | Саничар سنیچرили ہفتہ Хафта [♄6] |
| Хинди       | रविवार Равивар                   | सोमवार Сомавар                  | मंगलवार Мангалавар       | बुधवार Будхавар                           | गुरूवार Гурувар                   | शुक्रवार Шукравар         | शनिवार Шанивар                     |
| Яванский    | Радитья                        | Кома                          | Анггра                 | Буда                                    | Респати                        | Сукра                  | Тумпек                           |

### Семь светил восточной Азии
Система именования дней недели Восточной Азии тесно переплетается с латинской системой и основана на «Семи светилах» (七曜), в которые входят Солнце, Луна и пять планет, видимых невооружённым глазом. Эти пять планет названы по пяти элементам древних религиозно-философских учений Восточной Азии: Огонь (Марс), Вода (Меркурий), Дерево (Юпитер), Золото (Венера) и Земля (Сатурн). Наиболее ранние упоминания семидневной недели в Восточной Азии в современном порядке и с современными названиями встречаются в сочинениях китайского астролога Фэн Нина, который жил в конце IV века в эпоху династии Цзинь. Позже, в VIII веке, в эпоху династии Тан, проникновение манихейства документируется в трудах китайского буддийского монаха Ицзина и центральноазиатского буддийского монаха Амогхаваджры. Китайская транслитерация планетной системы вскоре была принесена в Японию японским монахом Кобо Дайси. В сохранившихся дневниках японского государственного деятеля Фудзивары но Митинаги встречается семидневная система, использовавшаяся в Японии периода Хэйан в начале 1007 г. В Японии семидневная система сохранилась в использовании (для астрологических целей) до её замещения на полноценную (в западном стиле) календарную основу в эпоху Мэйдзи. В Китае после основания Китайской Республики в 1911 году дни недели с понедельника по субботу нумеруются с 1 до 6 со ссылкой на Солнце, которое относится к воскресенью (星期日).
|                     | Воскресенье        | Понедельник       | Вторник                | Среда                | Четверг              | Пятница               | Суббота              |
| ------------------- | ------------------ | ----------------- | ---------------------- | -------------------- | -------------------- | --------------------- | -------------------- |
| Небесный объект     | Солнце (日)        | Луна (月)         | Марс (火)              | Меркурий (水)        | Юпитер (木)          | Венера (金)           | Сатурн (土)          |
| Китайский (устар.)  | 日曜日 жияожи      | 月曜日 юэяожи     | 火曜日 хояожи          | 水曜日 шуйяожи       | 木曜日 муяожи        | 金曜日 цзиньяожи      | 土曜日 туяожи        |
| Японский            | 日曜日 Нитиё:би    | 月曜日 Гэцуё:би   | 火曜日 Каё:би          | 水曜日 Суйё:би       | 木曜日 Мокуё:би      | 金曜日 Кинъё:би       | 土曜日 Доё:би        |
| Корейский (Хангыль) | 일요일 Ирёиль      | 월요일 Ворёиль    | 화요일 Хваёиль         | 수요일 Суёиль        | 목요일 Могёиль       | 금요일 Гымёиль        | 토요일 Тхоёиль       |
| Тибетский           | གཟའ་ཉི་མ། Заъ ньима | གཟའ་ཟླ་བ། Заъ дава | གཟའ་མིག་དམར། Заъ мигмар | གཟའ་ལྷག་པ། Заъ хлагба | གཟའ་ཕུར་བུ། Заъ пхурбу | གཟའ་པ་སངས། Заъ басанг | གཟའ་སྤེན་པ། Заъ бэньба |

Произношение старокитайских названий дано на путунхуа.

## Первый день недели

### Первый день недели — воскресенье
В большинстве авраамических религий первым днём недели является воскресенье. Библейский шаббат (изначально соответствующий субботе), когда Бог отдыхал после шести дней творения, дал начало первому дню недели, следующему после субботы (что соответствует воскресенью). Суббота в церквях Седьмого дня освящены для праздника и отдыха. После того, как неделя была принята в ранней христианской Европе, воскресенье осталось первым днём недели, но постепенно день торжества и отдыха смещается на субботу, которая рассматривается как День Господа.
Святой Мартин Брагский (ок. 520—580), архиепископ Браги, решил, что недостойно называть дни языческими богами, и решил использовать церковную терминологии для их обозначения. Это стало рождением настоящей португальской системы нумерации. Мартин также попытался заменить названия планет, но успеха не имел. В средние века галисийско-португальский язык сохранил обе системы. Имена римских богов до сих пор используются в галисийском языке.
В иврите и исламских календарях дни длятся от заката до заката. Таким образом, еврейский шаббат начинается на закате в пятницу и продолжается в субботу. Первый день недели мусульманского календаря яум аль-ахад начинается в субботу после захода солнца и продолжается до захода солнца в воскресенье.
Исландский язык заметно отличается, оставив только Солнце и Луну (sunnudagur and mánudagur соответственно), отказавшись от имён языческих богов в пользу сочетания нумерации дней и названий, связанных с благочестивостью или домашним обиходом (föstudagur — «Постный день» и laugardagur — «Банный День»). «Банный День» используется также в некоторых скандинавских языках, хотя «языческие» имена в большинстве случаев сохранились.
| День (см. Сноски) | Воскресенье Первый день                                       | Понедельник Второй день                                     | Вторник Третий день                                            | Среда Четвёртый день                                                 | Четверг Пятый день                                            | Пятница Шестой день                                                 | Суббота Седьмой день                                             |
| ----------------- | ------------------------------------------------------------- | ----------------------------------------------------------- | -------------------------------------------------------------- | -------------------------------------------------------------------- | ------------------------------------------------------------- | ------------------------------------------------------------------- | ---------------------------------------------------------------- |
| Арабский          | يوم الأحد яум аль-ахад                                        | يوم الإثنين яум аль-иснейн                                  | يوم الثُّلَاثاء яум ас-суляса                                     | يوم الأَرْبعاء яум аль-арбиа                                           | يوم الخَمِيس яум аль-хамис                                      | يوم الجُمْعَة яум аль-джумаа [♀4]                                      | يوم السَّبْت яум ас-сабт [♄5]                                       |
| Армянский         | Կիրակի Кираки [☉1]                                            | Երկուշաբթի Еркушабти                                        | Երեքշաբթի Ерекшабти                                            | Չորեքշաբթի Чорекшабти                                                | Հինգշաբթի Хингшабти                                           | Ուրբաթ Урбат                                                        | Շաբաթ Шабат [♄1]                                                 |
| Бурятский         | гарагай нэгэн Дословный перевод: первая планета Нима (Солнце) | гарагай хоёр Дословный перевод: вторая планета Дабаа (Луна) | гарагай гурбан Дословный перевод: третья планета Мигмар (Марс) | гарагай дүрбэн Дословный перевод: четвёртая планета Һагба (Меркурий) | гарагай табан Дословный перевод: пятая планета Пүрбэ (Юпитер) | гарагай зургаан Дословный перевод: шестая планета Бабаасан (Венера) | гарагай долоон Дословный перевод: седьмая планета Бимба (Сатурн) |
| Вьетнамский       | chủ nhật или chúa nhật [☉1]                                   | (ngày) thứ hai                                              | (ngày) thứ ba                                                  | (ngày) thứ tư                                                        | (ngày) thứ năm                                                | (ngày) thứ sáu                                                      | (ngày) thứ bảy                                                   |
| Греческий         | Κυριακή Кириаки [☉1]                                          | Δευτέρα Дефтера                                             | Τρίτη Трити                                                    | Τετάρτη Тетарти                                                      | Πέμπτη Пемти                                                  | Παρασκευή Параскеви [♀2]                                            | Σάββατο Савато [♄1]                                              |
| Грузинский        | კვირა Квира [☉1]                                              | ორშაბათი Оршабати                                           | სამშაბათი Самшабати                                            | ოთხშაბათი Отхшабати                                                  | ხუთშაბათი Хутшабати                                           | პარასკევი Параскеви [♀2]                                            | შაბათი Шабати [♄1]                                               |
| Иврит             | יום ראשון йом ришон Дословный перевод: первый день            | יום שני йом шени Дословный перевод: второй день             | יום שלישי йом шлиши Дословный перевод: третий день             | יום רביעי йом ревииi Дословный перевод: четвёртый день               | יום חמישי йом хамиши Дословный перевод: пятый день            | יום שישי йом шиши Дословный перевод: шестой день                    | יום שבת йом шаббат[♄1] Дословный перевод: день отдыха            |
| Индонезийский     | Minggu [☉1] (Португ.)                                         | Senin                                                       | Selasa                                                         | Rabu                                                                 | Kamis                                                         | Jumat [♀4]                                                          | Sabtu [♄5]                                                       |
| Исландский        | Sunnudagur (Солнце)                                           | Mánudagur (Луна)                                            | Þriðjudagur                                                    | Miðvikudagur [☿1]                                                    | Fimmtudagur                                                   | Föstudagur [♀1]                                                     | Laugardagur [♄2]                                                 |
| Казахский         | жексенбi                                                      | дүйсенбi                                                    | сейсенбi                                                       | сәрсенбі                                                             | бейсенбі                                                      | жұма [♀4]                                                           | сенбі                                                            |
| Латынь            | Dominica [☉1]                                                 | feria secunda                                               | feria tertia                                                   | feria quarta                                                         | feria quinta                                                  | feria sexta                                                         | sabbatum [♄1]                                                    |
| Малайский         | Ahad                                                          | Isnin                                                       | Selasa                                                         | Rabu                                                                 | Khamis                                                        | Jumaat [♀4]                                                         | Sabtu [♄5]                                                       |
| Орхоно-енисейский | биринч кюн                                                    | икинч кюн                                                   | юкюнч кюн                                                      | тёртинч кюн                                                          | безинч кюн                                                    | алтинч кюн                                                          | етинч кюн                                                        |
| Персидский        | یکشنبه йекшамбе                                               | دوشنبه дошамбе                                              | سه شنبه сешамбе                                                | چهارشنبه чахаршамбе                                                  | پنجشنبه панджшамбе                                            | آدینه адине [♀3] или جمه джоме [♀4]                                 | شنبه шамбе                                                       |
| Португальский     | Domingo [☉1]                                                  | Segunda-feira                                               | Terça-feira                                                    | Quarta-feira                                                         | Quinta-feira                                                  | Sexta-feira                                                         | Sábado [♄1]                                                      |
| Сунданский        | Minggu / Minggon                                              | Senén                                                       | Salasa                                                         | Rebo                                                                 | Kemis                                                         | Jumaah [♀4]                                                         | Saptu [♄5]                                                       |
| Татарский         | якшәмбе / базар көн                                           | дүшәмбе / баш көн                                           | сишәмбе / буш көн                                              | чәршәмбе / кан көн                                                   | пәнҗешәмбе / атна кич                                         | җомга [♀4] / атна көн                                               | шимбә / атнарас көн                                              |
| Турецкий          | pazar [☉4]                                                    | pazartesi [☽2]                                              | salı                                                           | çarşamba                                                             | perşembe                                                      | cuma [♀4]                                                           | cumartesi [♄4]                                                   |
| Яванский          | Ngaat / Akad                                                  | Senen                                                       | Slasa                                                          | Rebo                                                                 | Kemis                                                         | Jemuwah [♀4]                                                        | Setu [♄5]                                                        |

### Первый день недели — понедельник
В Международном стандарте ISO-8601 первым днём недели установлен понедельник во всех форматах даты. В наше время понедельник считается первым днём недели в бизнесе и в социальных календарях большинства стран Европы, в Великобритании, в части Азии, в отдельных календарях США и в некоторых других странах. Однако на большей части территории США, в Японии и Канаде первым днём недели является воскресенье.
В славянских, балтийских и уральских языках (кроме финского) принята нумерация дней недели с понедельника, а не с воскресенья.
В китайском языке «воскресенье» означает «день недели» (星期日 или 星期天). Понедельник литературно называется «первый день (семидневного) недельного цикла», вторник — «второй день (семидневного) недельного цикла», и т. д. Когда Китай принял западный календарь, воскресенье было началом календарной недели, но сейчас предпочитается понедельник.
Второй способ именования дней недели в китайском состоит в использовании слова чжоу (周), означающего «цикл». Так, воскресенье можно назвать чжоумо (周末), означающее «конец цикла», а с понедельника по субботу соответственно чжоуи (周一) «первый в цикле», чжоуэр (周二) «второй в цикле», и т. д.
В другой системе нумерации в Китае, обнаруженной в севернокитайском и южных диалектах/языках (например, в языке юэ и миньских языках), воскресенье называется «днём поклонения» (禮拜日 или 禮拜天), а другие дни нумеруется с «первого дня после поклонения» по «шестой день после поклонения» (суббота). Китайское слово «поклонение» ассоциируется с христианским и мусульманским поклонением.
| День (см. Сноски)                 | Понедельник Первый день      | Вторник Второй день | Среда Третий день    | Четверг Четвёртый день | Пятница Пятый день | Суббота Шестой день  | Воскресенье Седьмой день |
| --------------------------------- | ---------------------------- | ------------------- | -------------------- | ---------------------- | ------------------ | -------------------- | ------------------------ |
| ISO 8601 #                        | 1                            | 2                   | 3                    | 4                      | 5                  | 6                    | 7                        |
| Белорусский                       | Панядзелак [☽1]              | Аўторак             | Серада [☿1]          | Чацьвер                | Пятніца            | Субота [♄1]          | Нядзеля [☉6]             |
| Болгарский                        | понеделник [☽1]              | вторник             | сряда [☿1]           | четвъртък              | петък              | събота [♄1]          | неделя [☉6]              |
| Венгерский                        | Hétfő [☽3]                   | Kedd [♂2]           | Szerda [☿1] Slavic   | Csütörtök Slavic       | Péntek Slavic      | Szombat [♄1]         | Vasárnap [☉5]            |
| Латышский                         | Pirmdiena                    | Otrdiena            | Trešdiena            | Ceturtdiena            | Piektdiena         | Sestdiena            | Svētdiena                |
| Литовский                         | Pirmadienis                  | Antradienis         | Trečiadienis         | Ketvirtadienis         | Penktadienis       | Šeštadienis          | Sekmadienis              |
| Македонский                       | понеделник [☽1]              | вторник             | среда [☿1]           | четврток               | петок              | сабота [♄1]          | недела [☉6]              |
| Марийский                         | Шочмо                        | Кушкыжмо            | Вÿргече              | Изарня                 | Кугарня            | Шуматкече            | Рушарня                  |
| Монгольский (числа)               | нэг дэх өдөр                 | хоёр дахь өдөр      | гурав дахь өдөр      | дөрөв дэх өдөр         | тав дахь өдөр      | хагас сайн өдөр [♀5] | бүтэн сайн өдөр [☉7]     |
| Польский                          | Poniedziałek Понеджялэк [☽1] | Wtorek Вторэк       | Środa Щрода [☿1]     | Czwartek Чвартек       | Piątek Пёнтэк      | Sobota Собота [♄1]   | Niedziela Неджеля [☉6]   |
| Путунхуа (литературный китайский) | 星期一                       | 星期二              | 星期三               | 星期四                 | 星期五             | 星期六               | 星期日 или 星期天        |
| Сербский                          | Понедељак Ponedeljak [☽1]    | Уторак Utorak       | Среда Sreda [☿1]     | Четвртак Četvrtak      | Петак Petak        | Субота Subota [♄1]   | Недеља Nedelja [☉6]      |
| Словацкий                         | Pondelok Понделок [☽1]       | Utorok Уторок       | Streda Стреда [☿1]   | Štvrtok Штврток        | Piatok Пяток       | Sobota Собота [♄1]   | Nedeľa Неделя [☉6]       |
| Словенский                        | Ponedeljek Понеделяк [☽1]    | Torek Торек         | Sreda Среда [☿1]     | Četrtek Четртек        | Petek Петек        | Sobota Собота [♄1]   | Nedelja Неделя [☉6]      |
| Украинский                        | Понеділок [☽1]               | Вівторок            | Середа [☿1]          | Четвер                 | П’ятниця           | Субота [♄1]          | Неділя [☉6]              |
| Хорватский                        | Ponedjeljak Понеделяк [☽1]   | Utorak Уторак       | Srijeda Срийеда [☿1] | Četvrtak Четвртак      | Petak Петак        | Subota Субота [♄1]   | Nedjelja Неделя [☉6]     |
| Чешский                           | Pondělí или pondělek [☽1]    | Úterý или úterek    | Středa [☿1]          | Čtvrtek                | Pátek              | Sobota [♄1]          | Neděle [☉6]              |
| Чувашский                         | Тунти кун                    | Ытлари кун          | Юн кун               | Кĕçнерни кун           | Эрне кун           | Шăмат кун            | Вырсарни кун             |
| Эстонский                         | Esmaspäev                    | Teisipäev           | Kolmapäev            | Neljapäev              | Reede              | Laupäev              | Pühapäev                 |

### Первый день недели — суббота
В суахили день начинается с восходом солнца, а не с заката, и, таким образом, отсчёт у них сдвигается на 12 часов от арабского и еврейского календарей. Поэтому суббота — первый день недели, поскольку это день, который включает в себя первую ночь недели у арабов.
| День (см. Сноски) | Суббота Первый день | Воскресенье Второй день | Понедельник Третий день | Вторник Четвёртый день | Среда Пятый день | Четверг Шестой день | Пятница Седьмой день |
| ----------------- | ------------------- | ----------------------- | ----------------------- | ---------------------- | ---------------- | ------------------- | -------------------- |
| Суахили           | jumamosi            | jumapili                | jumatatu                | jumanne                | jumatano         | alhamisi [♃2]       | ijumaa [♀4]          |

## Смешанная нумерация и имена планет
В жеянском диалекте истрорумынского языка лур (понедельник) и вирер (пятница) имеют латинские корни, тогда как уторек (вторник), среду (среда), и четрток (четверг) заимствованы из славянских традиций.
| День: (см. Сноски)               | Понедельник | Вторник | Среда | Четверг | Пятница | Суббота      | Воскресенье   |
| -------------------------------- | ----------- | ------- | ----- | ------- | ------- | ------------ | ------------- |
| Истрорумынский, жеянский диалект | lur         | utorek  | sredu | četrtok | virer   | simbota [♄1] | dumireca [☉1] |

Существует несколько систем в различных диалектах баскского языка.
| День:                                        | Воскресенье                                  | Понедельник                      | Вторник                       | Среда                              | Четверг                               | Пятница                                                                | Суббота                                |
| Стандартный баскский, гипускоанский баскский | astelehena («первый день»)                   | asteartea («промежуточный день») | asteazkena («последний день») | osteguna («день неба»)             | ostirala («день неба»)                | larunbata («четвёртый», «встреча друзей»), neskenegun («девичий день») | igandea                                |
| Бискайские баски                             | astelena («первый день»), ilen («день Луны») | martitzena («день Марса»)        | eguaztena («последний день»)  | eguena («день дней», «день света») | barikua («день без ужина»), egubakotx | zapatua (сравни с испанским sábado от Sabbath)                         | domeka (от латинского dominica [dies]) |

### Воскресенье
☉1 От латинского Dominicus «Господь» (христианская суббота)

☉2  Святой день (христианство)

☉3  Воскресение из мёртвых (христианство)

☉4  Базарный день 

☉5  Торговый день

☉6  Нет дел

☉7  Полные выходные

### Понедельник
☽1  После дня, когда «не делают», нерабочего дня, праздника

☽2  После базара

☽3  Голова недели

☽4  Мастер (как и Пир, потому что Мухаммед родился в понедельник)

### Вторник
♂1  Тинг (собрание)

♂2  Второй день недели (срав. по-венгерски kettő «два»)

### Среда
☿1  Середина недели

☿2  Первый пост (христианство)

### Четверг
♃1  День между двумя постами (An Dé idir dhá aoin, contracted to An Déardaoin) (христианство)

♃2  Пять (араб.)

### Пятница
♀1  Пост (кельтский) или Постный день (исландский) (христианство)

♀2  Канун праздника (христианство)

♀3  День веры (ислам)

♀4  Собрание (ислам)

♀5  Половина выходных

### Суббота
♄1  Шаббат (иудео-христианство)

♄2  Стирка или банный день 

♄3  Канун воскресенья 

♄4  После собрания (ислам)

♄5  Конец недели (араб. Sabt = отдых)

♄6  Неделя